# Sermyla transversa
Sermyla transversa là một loài bướm đêm thuộc phân họ Arctiinae, họ Erebidae.